# Teniski klub Vinkovci
Teniski klub "Vinkovci" u današnjem obliku postoji od 1980., iako je prvi teniski klub u Vinkovcima osnovan 1933., ali je njegov rad prestao 1962. TK Vinkovci ističe se dobrom sportskom infrastrukturom: ima dvoranu s četiri zemljana terena i grijanjem. Danas ima oko 400 članova.